# Makaronik

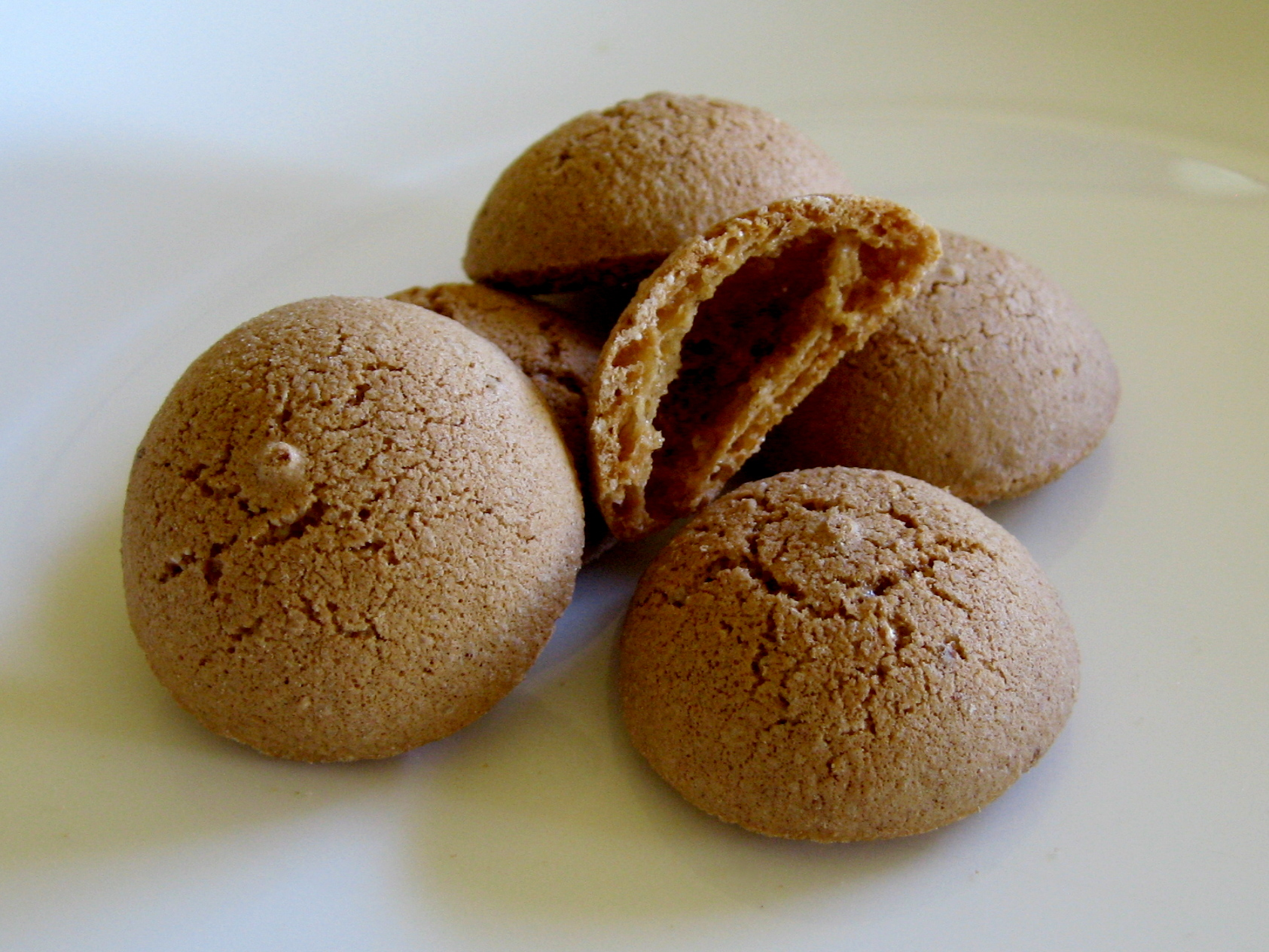
Kruche makaroniki migdałowe (Amaretti di Saronno)

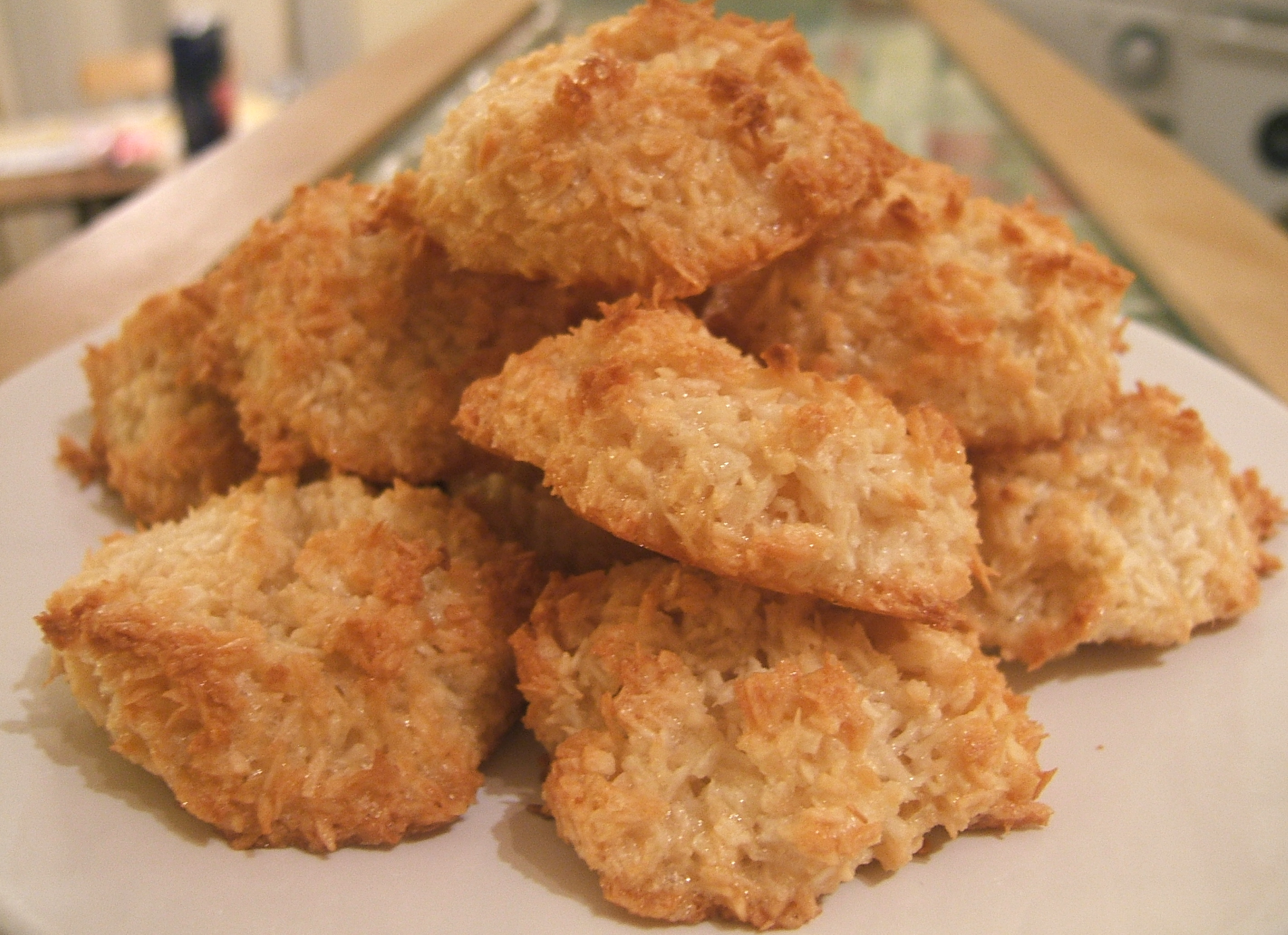
Makaroniki kokosowe

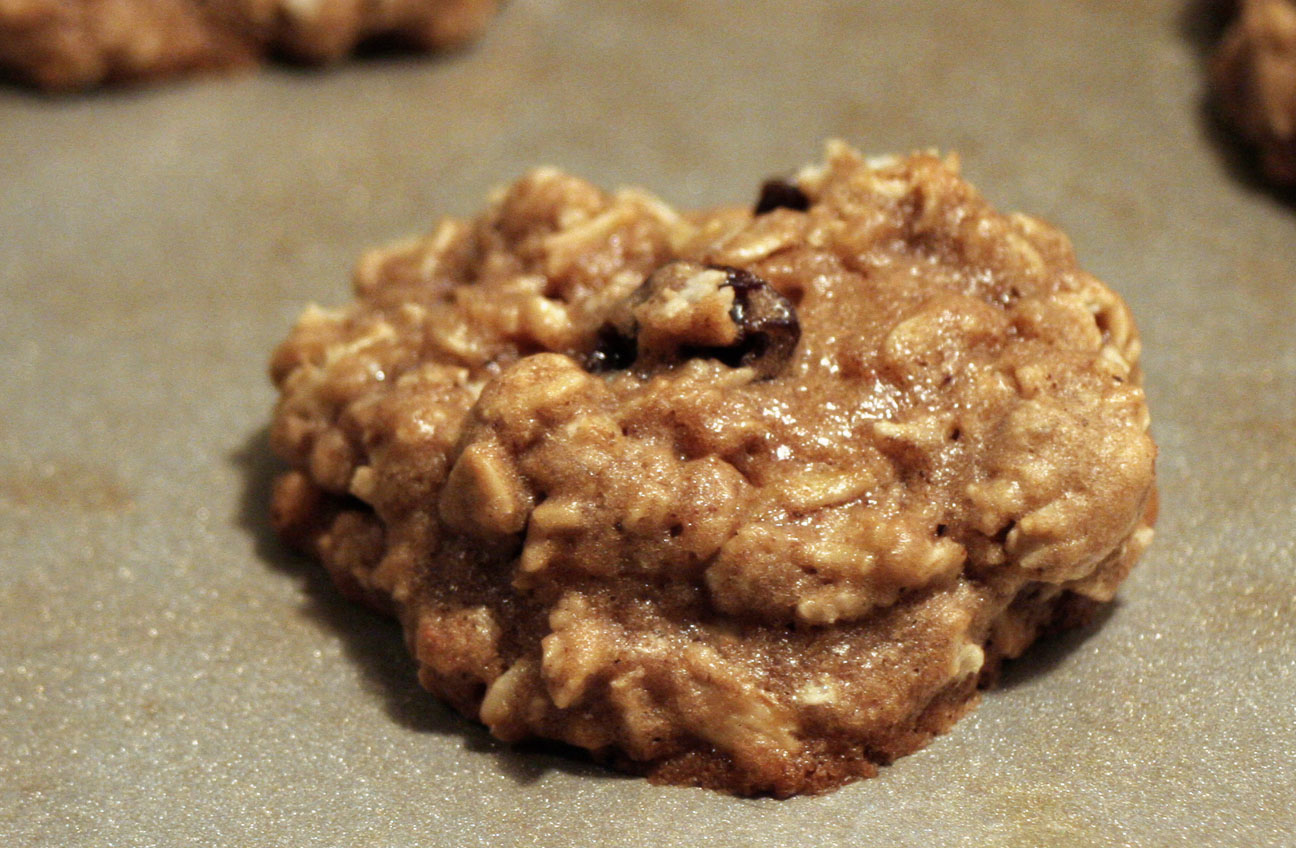
Makaronik z płatków owsianych

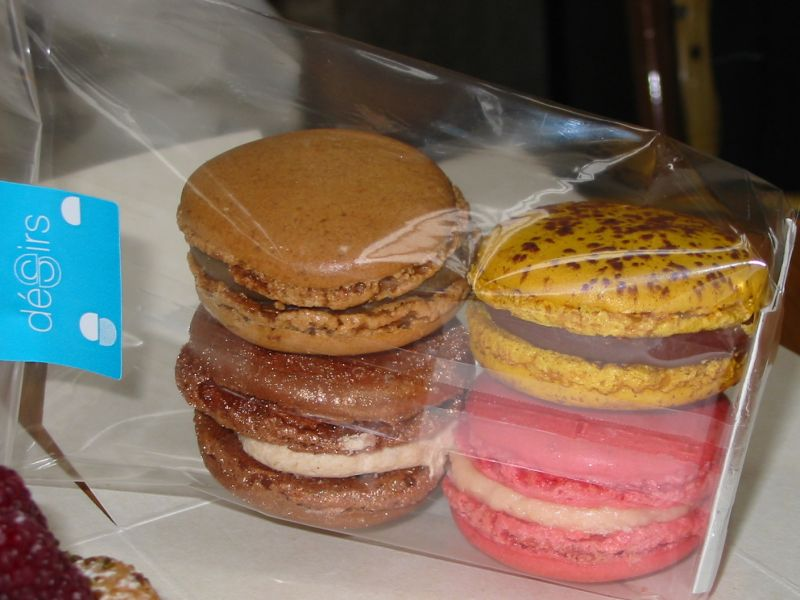
Francuskie makaroniki przekładane kremem

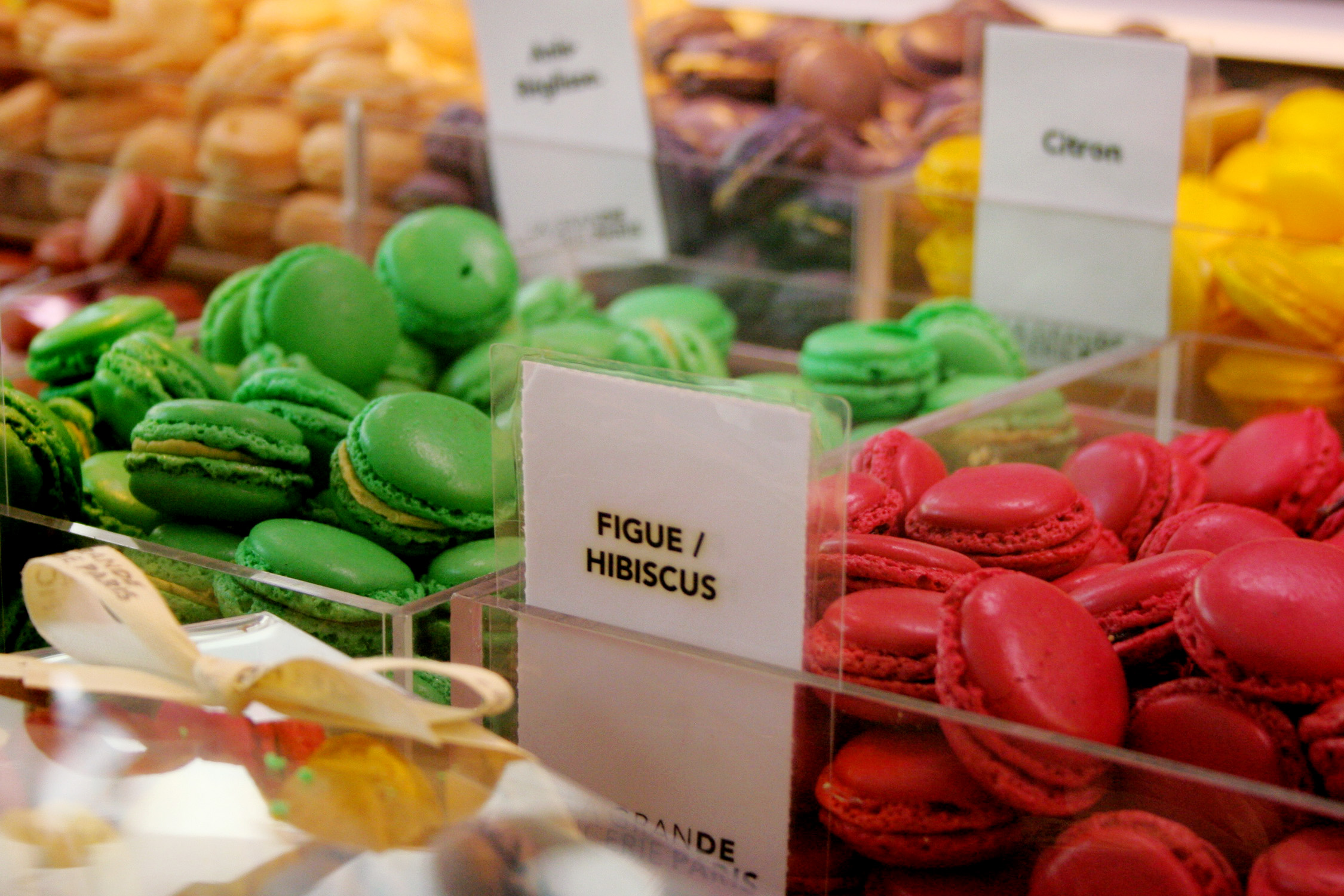
Przemysłowo produkowane makaroniki sztucznie barwione

Makaronik – słodkie ciastko przyrządzone z białek jaj, cukru pudru i mielonych migdałów, czasem także z niewielkim dodatkiem masła, mąki, drożdży, miodu, śmietany, żółtek, czekolady, kakao, bakalii, przypraw korzennych. Zamiast migdałów używane są niekiedy mielone orzechy włoskie, laskowe, orzeszki arachidowe, mak, orzeszki pistacjowe, pestki dyni, nasiona słonecznika, a nawet płatki owsiane, wiórki kokosowe lub pokruszone sucharki.
Makaroniki piecze się w niskiej temperaturze w formach lub na blasze. W zależności od czasu pieczenia i użytych składników mogą być one kruche i chrupiące lub miękkie, o strukturze przypominającej marcepan. Po ostudzeniu przekłada się je czasem kremami, dekoruje polewą, lukrem lub posypuje cukrem pudrem.
Mimo dużych walorów smakowych i wysokiej wartości odżywczej w Polsce są to ciastka niezbyt popularne, częściej spożywa się podobne do nich, ale tańsze w produkcji i nadające się do dłuższego przechowywania, bezy.
Ciasto makaronikowe wykorzystywane jest m.in. do wytwarzania mazurków: do wypieku całych blatów na mazurki lub tylko do ich wykończenia.

## Historia
Makaroniki wywodzą się z Włoch i Francji. Już w XIII wieku w regionach upraw migdałów w Lombardii, Lotaryngii i Kraju Basków pieczono ciastka z mielonych migdałów z dodatkiem miodu i białek jaj.
Makaroniki, początkowo stanowiące pokarm biedaków, z czasem zyskały uznanie wśród zamożniejszych grup ludności, pojawiły się na stołach możnowładców i monarchów. W okresie odrodzenia znane i cenione były w całej Europie i w krajach arabskich.
Obecnie we Włoszech każdy region posiada swój własny przepis na makaroniki i uznaje go za jedyny oryginalny.